# Senat der Freien und Hansestadt Hamburg

Flagge des Hamburger Senats: die Staatsflagge

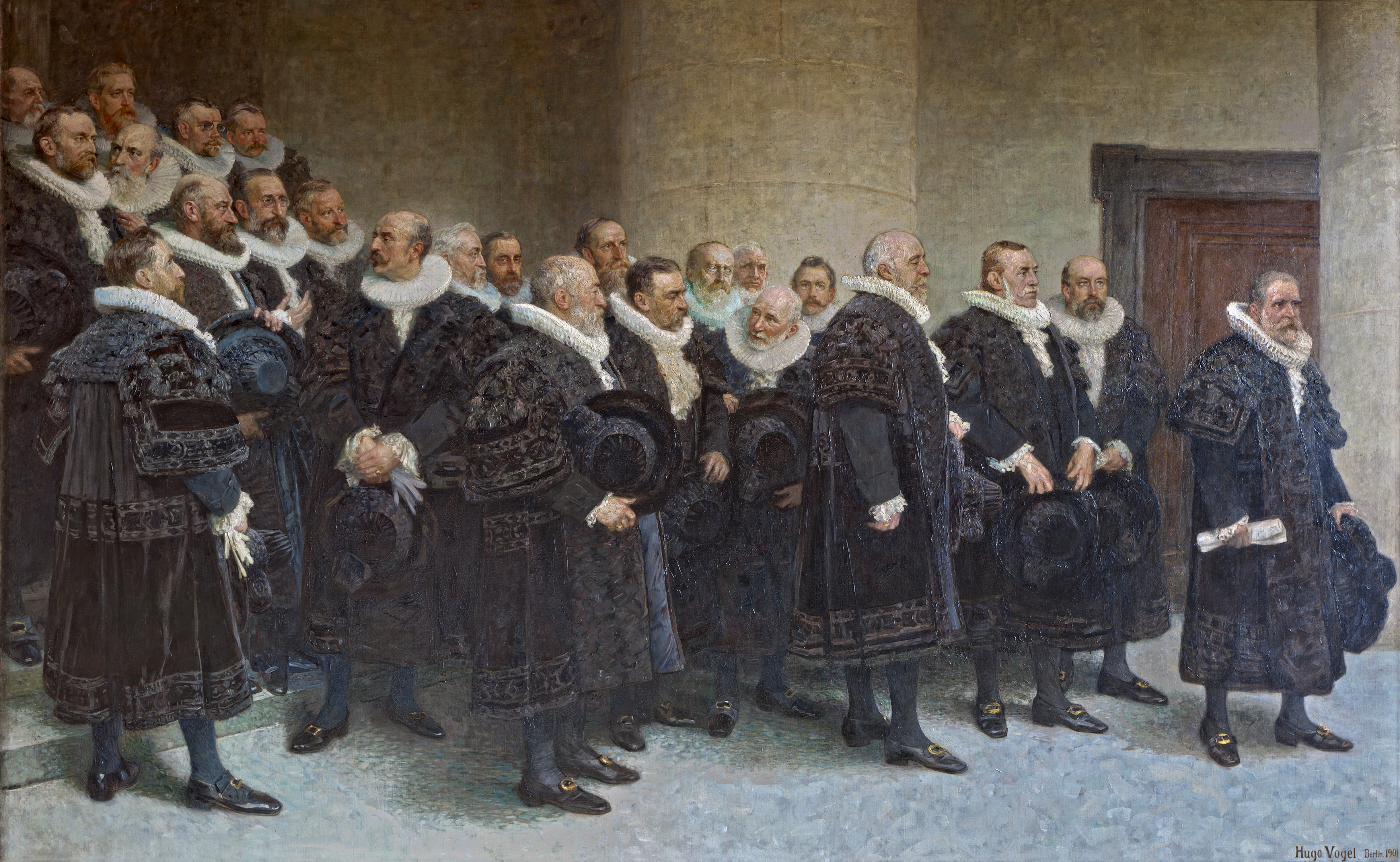
Der Senat 1897 in seiner traditionellen Amtstracht

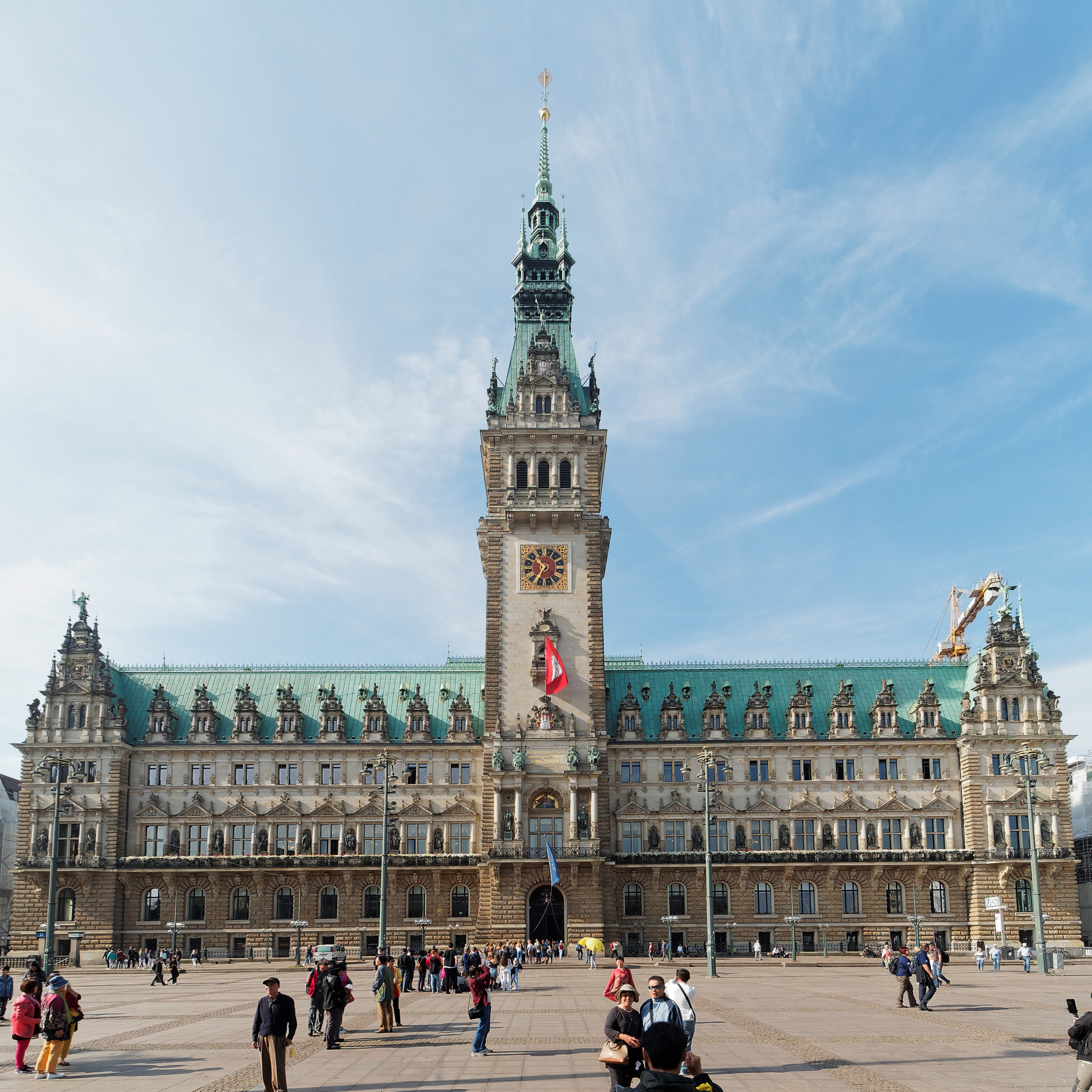
Der Senat tagt im rechten Flügel (Senatsflügel) des Hamburger Rathauses.

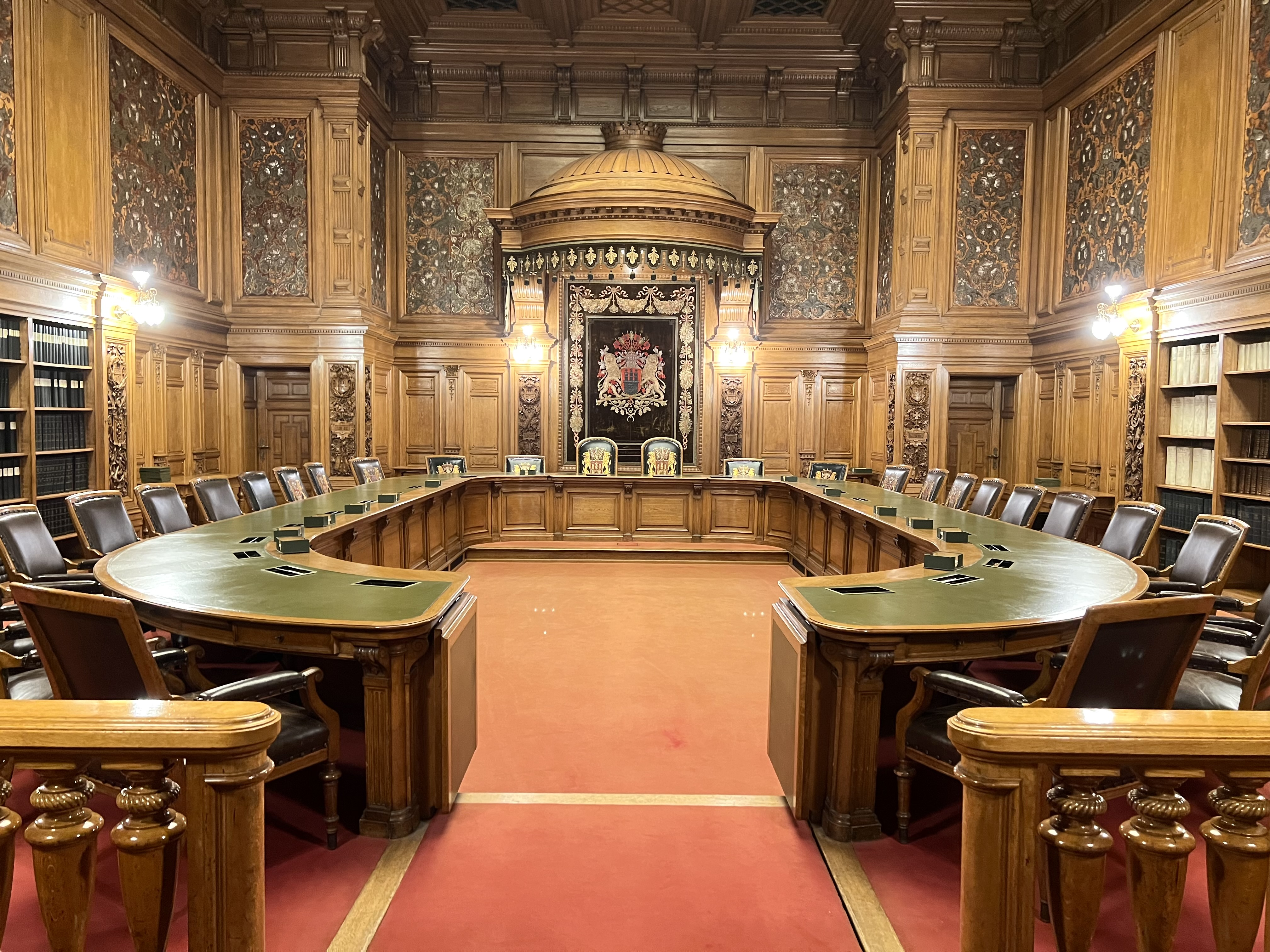
Sitzungssaal des Senats. Die Ratsstube im Senatsgehege des Hamburger Rathauses

Der Senat der Freien und Hansestadt Hamburg ist gemäß Art. 33 Absatz 2 Satz 1 der Verfassung der Freien und Hansestadt Hamburg vom 6. Juni 1952 (Kurz: HmbVerf.) die Landesregierung der Freien und Hansestadt Hamburg; er führt und beaufsichtigt gemäß Artikel 33 Absatz 2 Satz 2 HmbVerf. als Verfassungsorgan die (Exekutiv-)Verwaltung. Er vertritt und repräsentiert den Stadtstaat nach außen und ist, da keine Trennung von staatlichen und gemeindlichen Aufgaben stattfindet, zugleich oberstes Organ für kommunale Aufgaben.
Seit der Wiederwahl Peter Tschentschers (SPD) zum Ersten Bürgermeister und Präsidenten des Senats durch die Hamburgische Bürgerschaft am 7. Mai 2025 amtiert der rot-grüne Senat Tschentscher III.

## Zusammensetzung und Wahl
Der Senat besteht aus dem Präsidenten des Senats (Erster Bürgermeister), dem von ihm berufenen Stellvertreter (Zweiter Bürgermeister) und den weiteren Mitgliedern (Senatoren). Die Anzahl der Senatsmitglieder ist im Senatsgesetz auf 12 begrenzt.
Die Senatoren können einer politischen Partei angehören oder parteilos sein. Sie dürfen während ihrer Senatstätigkeit kein weiteres Amt oder eine sonstige Berufstätigkeit ausüben. Sofern ein Abgeordneter des Landesparlaments, der Hamburgischen Bürgerschaft, selbst zum Senator gewählt wird, ruht dessen Mandat und ein Kandidat seiner Partei rückt in die Bürgerschaft nach.
Nach dem Zusammentritt einer neu gewählten Bürgerschaft wird der Erste Bürgermeister durch die Mehrheit der gesetzlichen Mitglieder der Bürgerschaft in geheimer Wahl gewählt. Die von ihm berufenen Senatsmitglieder werden dann auf seinen Antrag gemeinsam (ohne Einzelstimmen für die jeweilige Person) von der Bürgerschaft ohne Aussprache und in geheimer Abstimmung bestätigt. Später berufene Senatoren können auch einzeln bestätigt werden.
Wegen einer Verfassungsänderung wurde nach der Bürgerschaftswahl 1997 der Bürgermeister erstmals direkt von der Hamburgischen Bürgerschaft gewählt. Zuvor wählte sie die vorgeschlagenen Senatsmitglieder einzeln (und konnte sie durch Misstrauensvotum auch einzeln abwählen). Die gewählten Senatsmitglieder wählten dann aus ihrer Mitte in geheimer Abstimmung den Präsidenten und den Stellvertreter.

## Aufgaben
Der Senat ist die Regierung des Landes Hamburg. Als oberstes Leitungsorgan führt und beaufsichtigt er die Verwaltung und ist zugleich oberstes Organ für kommunale Aufgaben, da im Stadtstaat Hamburg keine Trennung von staatlichen und gemeindlichen Aufgaben vorgesehen ist.
Der Senat repräsentiert und vertritt Hamburg gegenüber anderen Staaten und Ländern.
Der Senat entscheidet über Angelegenheiten, die von allgemeiner Bedeutung sind. Über dezentral wahrzunehmende Verwaltungsaufgaben entscheiden in der Regel die Bezirke in Hamburg und die dort jeweils gewählte Bezirksversammlung selbst, jedoch kann der Senat auch solche Entscheidungen an sich ziehen (Evokationsrecht) und darüber entscheiden. Außerdem verfügt der Senat über das Begnadigungsrecht. Er ernennt und entlässt die Beamten und nimmt dem Staat zu leistende Eide ab, sofern diese Aufgabe nicht auf andere Stellen übertragen ist.
Der Erste Bürgermeister leitet die Senatsgeschäfte und besitzt seit 1997 die Richtlinienkompetenz. Zuvor bestimmte der Senat die Richtlinien der Politik.
Jeder Senator ist regelmäßig Ressortleiter (Präses) einer Senatsbehörde, diese entspricht einem Ministerium in einem Flächenland. Wichtige Verwaltungsaufgaben nimmt der Senat mit Hilfe von Senatsämtern, die fachübergreifend für den gesamten Senat tätig sind, selbst wahr. Senatsämter sind die Senatskanzlei und das Personalamt.
Der Senat kann beamtete Senatssyndici ernennen. Diese Staatsräte sind die höchsten Beamten in den ihnen jeweils zugeteilten Ressorts (Senatsbehörden und Ämter) und unterstützen und vertreten als politische Beamte die Senatoren.
Die Sitzungen des Senats finden traditionell dienstags im Hamburger Rathaus statt. Die Staatsräte nehmen mit beratender Stimme daran teil. Zur Entlastung oder Unterstützung seiner Arbeit kann der Senat für bestimmte Angelegenheiten Senatskommissionen bilden, in denen auch die Staatsräte Stimmrecht besitzen können.

## Senatsbehörden
- Senatskanzlei
- Behörde für Umwelt, Klima, Energie und Agrarwirtschaft
- Behörde für Justiz und Verbraucherschutz
- Behörde für Schule, Familie und Berufsbildung
- Behörde für Kultur und Medien
- Behörde für Gesundheit, Soziales und Integration
- Behörde für Wirtschaft, Arbeit und Innovation
- Behörde für Stadtentwicklung und Wohnen
- Behörde für Wissenschaft, Forschung und Gleichstellung
- Behörde für Verkehr und Mobilitätswende
- Behörde für Inneres und Sport
- Behörde für Finanzen und Bezirke

## Geschichte
Seit dem Ende des 12. Jahrhunderts gibt es in Hamburg einen Rat, der zunächst die Interessen der Grundeigentümer und Kaufleute gegenüber dem jeweiligen Stadtherrn vertrat und seit dem frühen 14. Jahrhundert selbst als Obrigkeit anerkannt wurde. Seit dem Stadtrecht von 1270 repräsentierte er die Stadt gemeinsam mit der erbgesessenen Bürgerschaft, mit der es immer wieder zu Konflikten und Kompetenzstreitigkeiten kam, die wiederum in zahlreichen Rezessen beigelegt wurden. Seit dem Hauptrezess von 1712 gehörten dem Rat 24 Ratsherren, vier Bürgermeister, vier Senatssyndici mit beratender Stimme und vier Sekretäre ohne Stimmrecht an.
In der Zeit der Zugehörigkeit Hamburgs zum Französischen Kaiserreich (1811–14) war der Rat vorübergehend suspendiert und durch eine Mairie ersetzt. Seit der Verfassung von 1860 wird der nunmehr offiziell so bezeichnete Senat von der Bürgerschaft gewählt und bestand zunächst aus 18 Mitgliedern einschließlich zweier Bürgermeister. Bis 1918 wurden die Senatoren auf Lebenszeit gewählt und trugen den Hamburger Ratshabit, auch Senatstracht genannt. In der NS-Zeit war der auf acht Mitglieder begrenzte Senat ein relativ machtloses und auf kommunale Belange beschränktes Organ, während die Aufgaben der Landesregierung vom Reichsstatthalter Karl Kaufmann wahrgenommen wurden.  

### Senate seit 1945
| Senat            | Amtszeit  | Beteiligte Parteien        | Erster Bürgermeister |
| ---------------- | --------- | -------------------------- | -------------------- |
| Petersen         | 1945–1946 | CDU, SPD, KPD, FDP         | Rudolf Petersen      |
| Brauer I         | 1946–1950 | SPD, FDP, KPD              | Max Brauer           |
| Brauer II        | 1950–1953 | SPD                        | Max Brauer           |
| Sieveking        | 1953–1957 | CDU, FDP, DP               | Kurt Sieveking       |
| Brauer III       | 1957–1961 | SPD, FDP                   | Max Brauer           |
| Nevermann I      | 1961      | SPD, FDP                   | Paul Nevermann       |
| Nevermann II     | 1961–1965 | SPD, FDP                   | Paul Nevermann       |
| Weichmann I      | 1965–1966 | SPD, FDP                   | Herbert Weichmann    |
| Weichmann II     | 1966–1970 | SPD                        | Herbert Weichmann    |
| Weichmann III    | 1970–1971 | SPD, FDP                   | Herbert Weichmann    |
| Schulz I         | 1971–1974 | SPD, FDP                   | Peter Schulz         |
| Schulz II        | 1974      | SPD, FDP                   | Peter Schulz         |
| Klose I          | 1974–1978 | SPD, FDP                   | Hans-Ulrich Klose    |
| Klose II         | 1978–1981 | SPD                        | Hans-Ulrich Klose    |
| von Dohnanyi I   | 1981–1983 | SPD                        | Klaus von Dohnanyi   |
| von Dohnanyi II  | 1983–1987 | SPD                        | Klaus von Dohnanyi   |
| von Dohnanyi III | 1987      | SPD                        | Klaus von Dohnanyi   |
| von Dohnanyi IV  | 1987–1988 | SPD, FDP                   | Klaus von Dohnanyi   |
| Voscherau I      | 1988–1991 | SPD, FDP                   | Henning Voscherau    |
| Voscherau II     | 1991–1993 | SPD                        | Henning Voscherau    |
| Voscherau III    | 1993–1997 | SPD, STATT                 | Henning Voscherau    |
| Runde            | 1997–2001 | SPD, GAL                   | Ortwin Runde         |
| von Beust I      | 2001–2004 | CDU, PRO, FDP              | Ole von Beust        |
| von Beust II     | 2004–2008 | CDU                        | Ole von Beust        |
| von Beust III    | 2008–2010 | CDU, GAL                   | Ole von Beust        |
| Ahlhaus          | 2010–2011 | CDU, GAL                   | Christoph Ahlhaus    |
| Scholz I         | 2011–2015 | SPD                        | Olaf Scholz          |
| Scholz II        | 2015–2018 | SPD, Bündnis 90/Die Grünen | Olaf Scholz          |
| Tschentscher I   | 2018–2020 | SPD, Bündnis 90/Die Grünen | Peter Tschentscher   |
| Tschentscher II  | 2020–2025 | SPD, Bündnis 90/Die Grünen | Peter Tschentscher   |
| Tschentscher III | seit 2025 | SPD, Bündnis 90/Die Grünen | Peter Tschentscher   |

### Listen der Senatoren seit 1945
Die folgenden Listen führen die für einzelne Fachbereiche zuständigen Senatoren seit 1945 auf:
- Liste der Senatoren für Arbeit
- Liste der Senatoren für Bau
- Liste der Senatoren für Finanzen
- Liste der Senatoren für Gesundheit
- Liste der Senatoren für Inneres
- Liste der Senatoren für Justiz
- Liste der Senatoren für Kultur
- Liste der Senatoren für Schule
- Liste der Senatoren für Umwelt
- Liste der Senatoren für Wirtschaft
- Liste der Senatoren für Wissenschaft